# Mimema tricolor
Mimema tricolor es una especie de coleóptero de la familia Monotomidae.

## Distribución geográfica
Habita en Sudáfrica.